# 薩默斯波因特 (新澤西州)
薩默斯波因特（英語：Somers Point）是一個位於美國新澤西州大西洋縣的城市。

## 人口
根據2020年美國人口普查的數據，薩默斯波因特的面積為13.55平方千米，當中陸地面積為10.39平方千米，而水域面積為3.16平方千米。當地共有人口10469人，而人口密度為每平方千米773人。